# 71 (numero)
Settantuno (cf. latino septuaginta unus, greco εἷς καὶ ἑβδομήκοντα) è il numero naturale dopo il 70 e prima del 72.

## Proprietà matematiche
- È un numero dispari.
- È un numero difettivo.
- È il 20º numero primo, dopo il 67 e prima del 73.
  - È un numero primo di Eisenstein.
  - È un primo permutabile con il 17 nel sistema numerico decimale.
  - È un numero primo troncabile a destra.
- È la somma di tre numeri primi consecutivi, 71 = 19 + 23 + 29.
- I numeri primi più bassi di 71 (da 2 a 67) sommati danno 568, che è uguale a 71 per 8.
- È un numero ettagonale centrato.
- È parte della terna pitagorica (71, 2520, 2521).
- È un numero palindromo nel sistema di numerazione posizionale a base 7 (131).
- È un numero omirp.
- È un numero intero privo di quadrati.
- È un numero congruente.

## Astronomia
- 71P/Clark è una cometa periodica del sistema solare.
- 71 Niobe è un asteroide della fascia principale del sistema solare.
- NGC 71 è una galassia lenticolare della costellazione di Andromeda.

## Astronautica
- Cosmos 71 è un satellite artificiale russo.

## Chimica
- È il numero atomico del Lutezio (Lu).